# Будь крутішим!
«Будь крутішим!» (англ. Be Cool, інше значення — «охолонь», «заспокойся») — американська кінокомедія 2005 року, за мотивами роману Елмора Леонарда (1999). Книга, у свою чергу, є сіквелом роману 1990 року «Знайти коротуна» (англ. Get Shorty) того ж автора.

## Зміст
Чилі Палмер повертається. Гангстер, що перекваліфікувався в кінопродюсера, вирішив не покладатися на нестійкі доходи в кіноіндустрії і зайнявся музичним бізнесом. Він свариться з російською мафією і реперами - гангстерами і бере під своє крило талановиту, але безглузду молоду співачку Лінду Мун. Сплав ділової хватки і бандитського досвіду допомагає Чилі домагатися свого в будь-яких ситуаціях і в будь-яких місцях - від звукозаписної студії до концерту «Аеросміта» і вручення премій MTV. Чи принесе ця гра з вогнем успіх, і чи створять Чилі й Лінда новий хіт?

## Цікаві факти
У фільмі згадується Україна. («I don't know how they do it in the Ukraine, but I believe I was here first.»)

## Ролі
| Актор                 | Роль                       |
| --------------------- | -------------------------- |
| Джон Траволта         | Чилі Палмер                |
| Ума Турман            | Іди Атенс                  |
| Вінс Вон              | Роджер «Реджі» Ловенталь   |
| Седрік «Розважальник» | Сін ЛяСалль                |
| Андре Бенджамін       | Дабу                       |
| Роберт Пастореллі     | Джо Луп                    |
| Крістіна Міліан       | Лінда Мун                  |
| Гарві Кейтель         | Нік Карр                   |
| Дуейн Джонсон         | Елліот Вільгельм           |
| Алекс Кубік           | Роман Булкін               |
| Пол Адельштейн        | Хай Гордон                 |
| Грегорі Алан Вільямс  | Дерріл                     |
| Дебі Мейзар           | Марла                      |
| Денні ДеВіто          | Мартін Уїр                 |
| Джеймс Вудс           | Томмі Атенс                |
| Аріель Кеббел         | Робін                      |
| Кімберлі Браун        | Тіффані                    |
| Сет Грін              | музичний продюсер «шотган» |
| Ерік Бальфур          | Дерек                      |

Камео
Aerosmith, The Black Eyed Peas, The Pussycat Dolls, Вайклеф Жан, Джин Сіммонс, RZA, Фред Дерст, Анна-Ніколь Сміт

## Знімальна група
- Режисер — Ф. Гері Грей
- Сценарист — Пітер Стайнфелд, Елмор Леонард
- Продюсер — Денні ДеВіто, Девід Никсей, Майкл Шамберг